# Peter Bojsen
Lars Peter Bojsen (født 15. april 1838 i Skørpinge pr. Slagelse, død 27. maj 1922 i København) var en dansk skolemand og politiker.
Peter Bojsen var søn af sognepræst Frederik Engelhardt Boisen og hustru f. Heramb. Han tog landinspektøreksamen 1859, købte Gedved Folkehøjskole, med hvilken skolen blev forenet et privat seminarium i 1862, højskolen nedlagt 1881, medudgiver af Dansk Skoletidende 1866-70, folketingsmand for Vejlekredsen (et år) 1866, formand for Horsens Landbrugsforening fra 1884, medlem af Skanderborg Amtsråd 1889-95, oprettede det første danske andelsslagteri i Horsens 1887, formand i Fællesrepræsentationen for Andelsslagterierne 1890-97, næstformand i Fællesbestyrelsen for de forenede jydske Landboforeninger 1890-1900, Landstingsmand for 10. kreds 1894-1902. Han ejede Lethenborg, var Ridder af Dannebrog (1897) og Dannebrogsmand (1909).
Han var gift med Ingeborg f. Crone, f. 13. maj i Nørholm pr. Varde.
Han er begravet på Garnisons Kirkegård.